# Bergamo
Bergamo (přízvuk je na první slabice tzn. bèrgamo, lombardsky Bèrghem, latinsky Bergomum) je italské město v oblasti Lombardie, hlavní město stejnojmenné provincie. Leží asi 40 km severovýchodně od Milána v předhůří Alp. Má 121 200 obyvatel. Město se skládá ze dvou částí: Città alta (Horní město), středověké město na vrcholu kopce obklopené obrannými zdmi ze 17. století a Città bassa (Dolní město), založené počátkem 20. století. Obě části města jsou propojeny jak sítí ulic, tak lanovkou, která je v provozu celý týden.
Jižně od centra města se nachází mezinárodní letiště Orio Al Serio, jenž je využíváno především nízkonákladovými aeroliniemi. Studoval tu v semináři papež Jan XXIII.

## Město a památky
Citta alta, Horní město Bergama, chrání hradby s šestnácti baštami. Střed Horního města je na náměstí Piazza Vecchia. V jihozápadní části náměstí stojí Palazzo della Ragione postavený v letech 1538 - 54. Hlavní sál paláce je vyzdobený nástěnnými malbami z 14. až 16. st. Vedle paláce stojí Torre Civica, obranná věž ze 12. st. Na severní straně náměstí je renesanční budova knihovny Bibliateca Civica ze 17. st. Na Piazza Vecchia navazuje jižně Piazza Duomo s dómem Duomo di Bergamo ze 17. st. Za významnější stavbu je však považován trojlodní kostel Santa Maria Maggiore z 12. až 14. st. Přímo na kostel navazuje kaple Cappella Colleoni, renesanční stavba s bohatě zdobenou fasádou. Východně od Piazza Vecchia na skalní vyvýšenině leží pevnost Rocca z první pol. 14. st. Na opačném konci Horního města pak na Piazza Cittadella najdeme palácovou stavbu Cittadella z roku 1355. V současnosti se zde nachází archeologické a přírodovědné muzeum. Na náměstí pak procházíme pod věží Torre della Campanela ze stejného roku. Horní opevněné město Bergama bylo v roce 2017 zapsáno na seznam světového kulturního dědictví UNESCO společně s dalšími lokalitami pod jednotným zápisem „Benátské obranné stavby z období 15. až 17. století: Stato da Terra – západní Stato da Mar“.
Citta bassa, Dolní město, má své centrum na Piazza Matteoti. Severovýchodním směrem stojí budova divadla Gaetano Donizetti z konce 18. st., barokní kostel Santi Bartolomeo e Stefano z první pol. 17. st. a kostel S. Spirito z roku 1525. Hlavní centrum Dolního města však leží na obchodní ulici Via XX Settembre s řadou luxusních obchodů. Na Piazza Pontida se lze přes Via Borfuro vrátit zpět na náměstí Matteoti.

### Fotogalerie

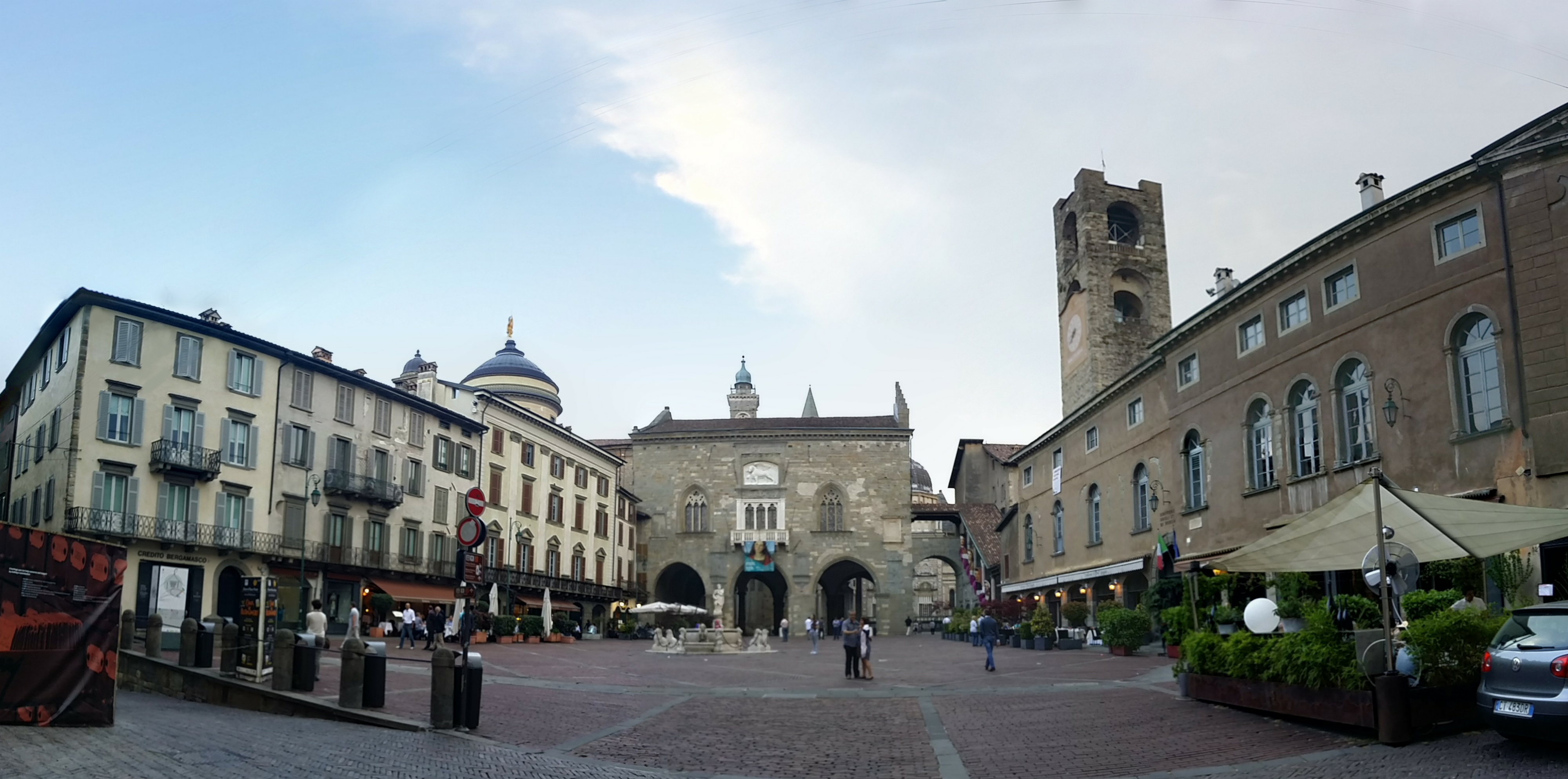
Piazza Vecchia
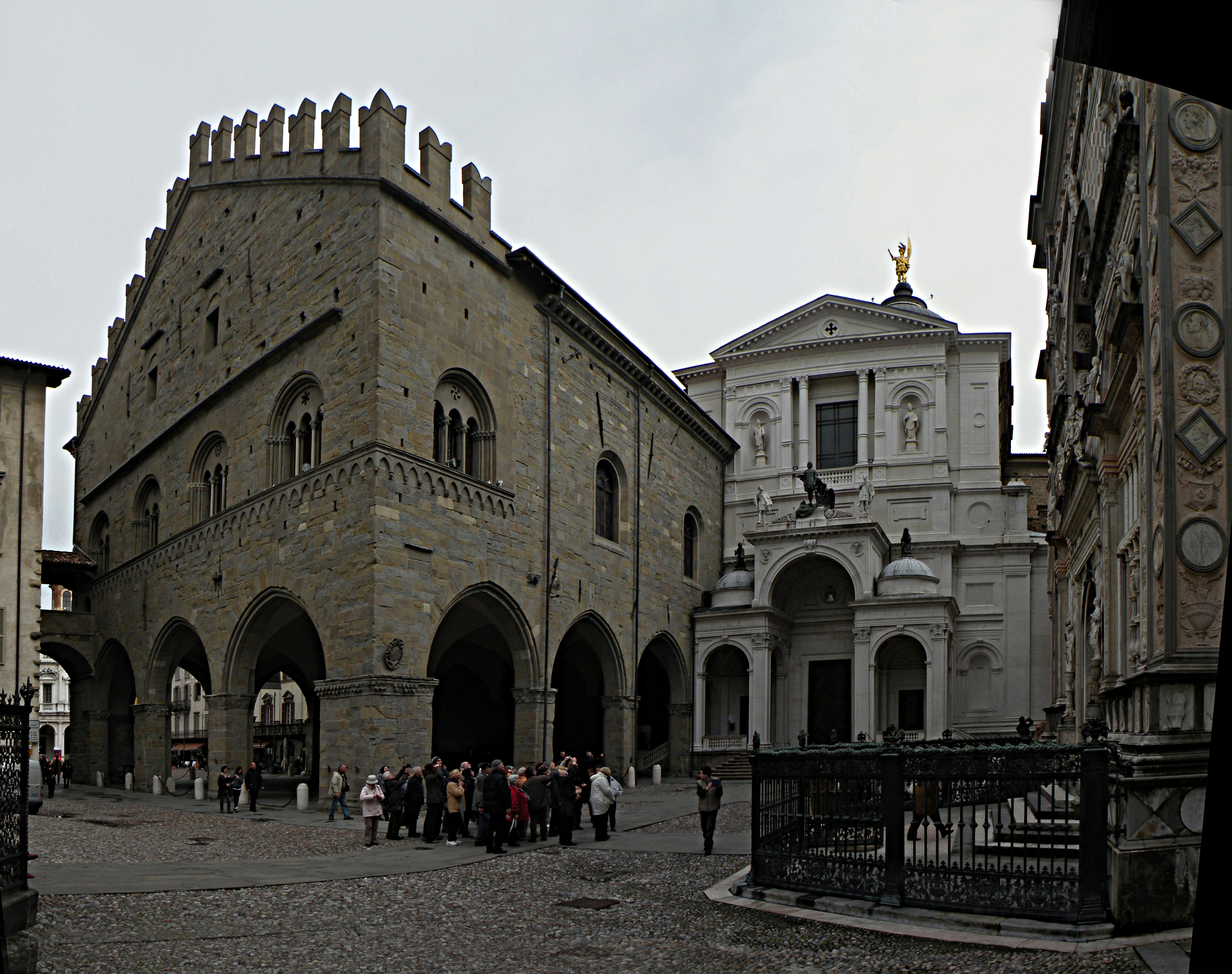
Palazzo della Ragione a Duomo
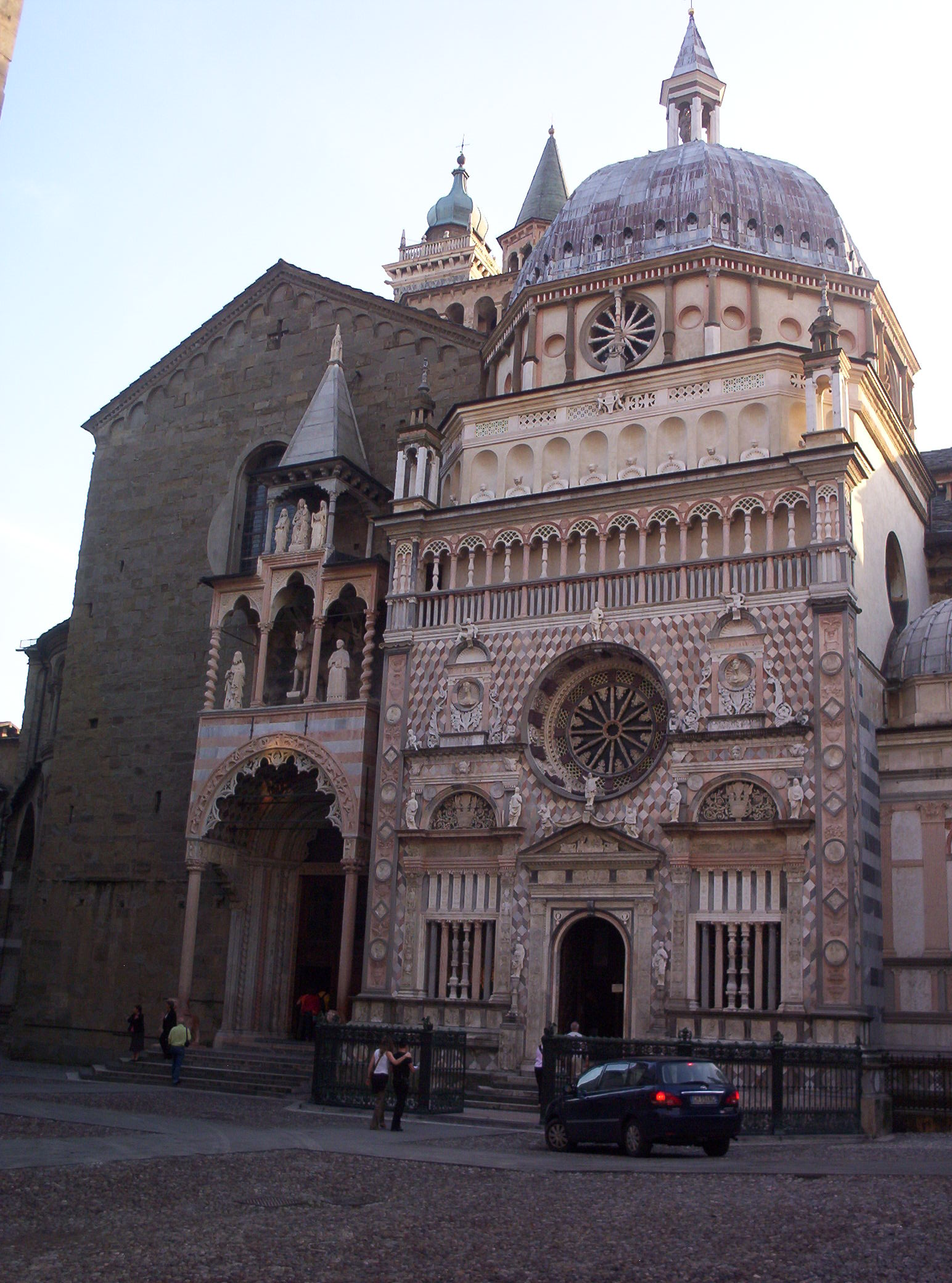
S. Maria Maggiore a Cappella Colleoni
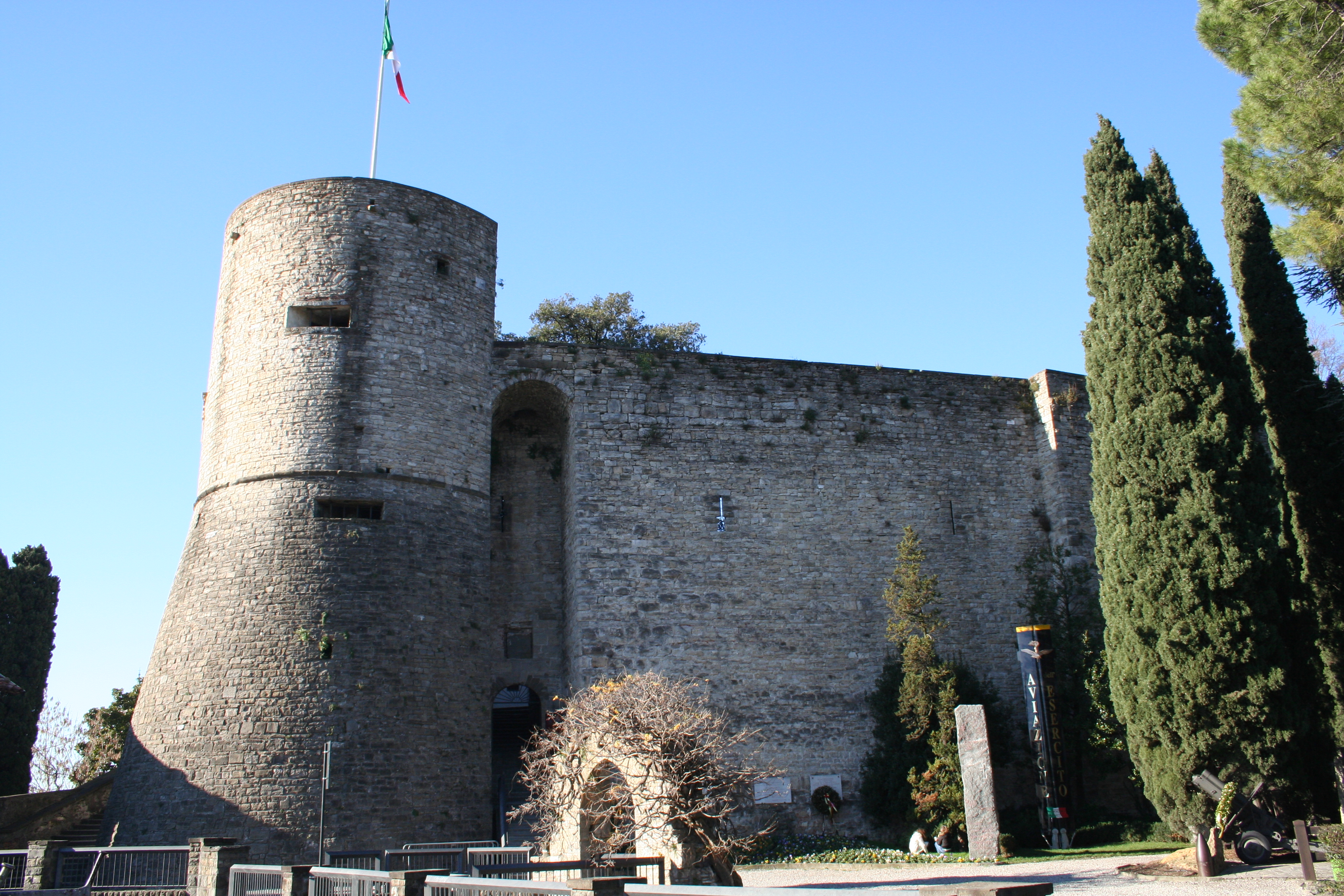
pevnost Rocca
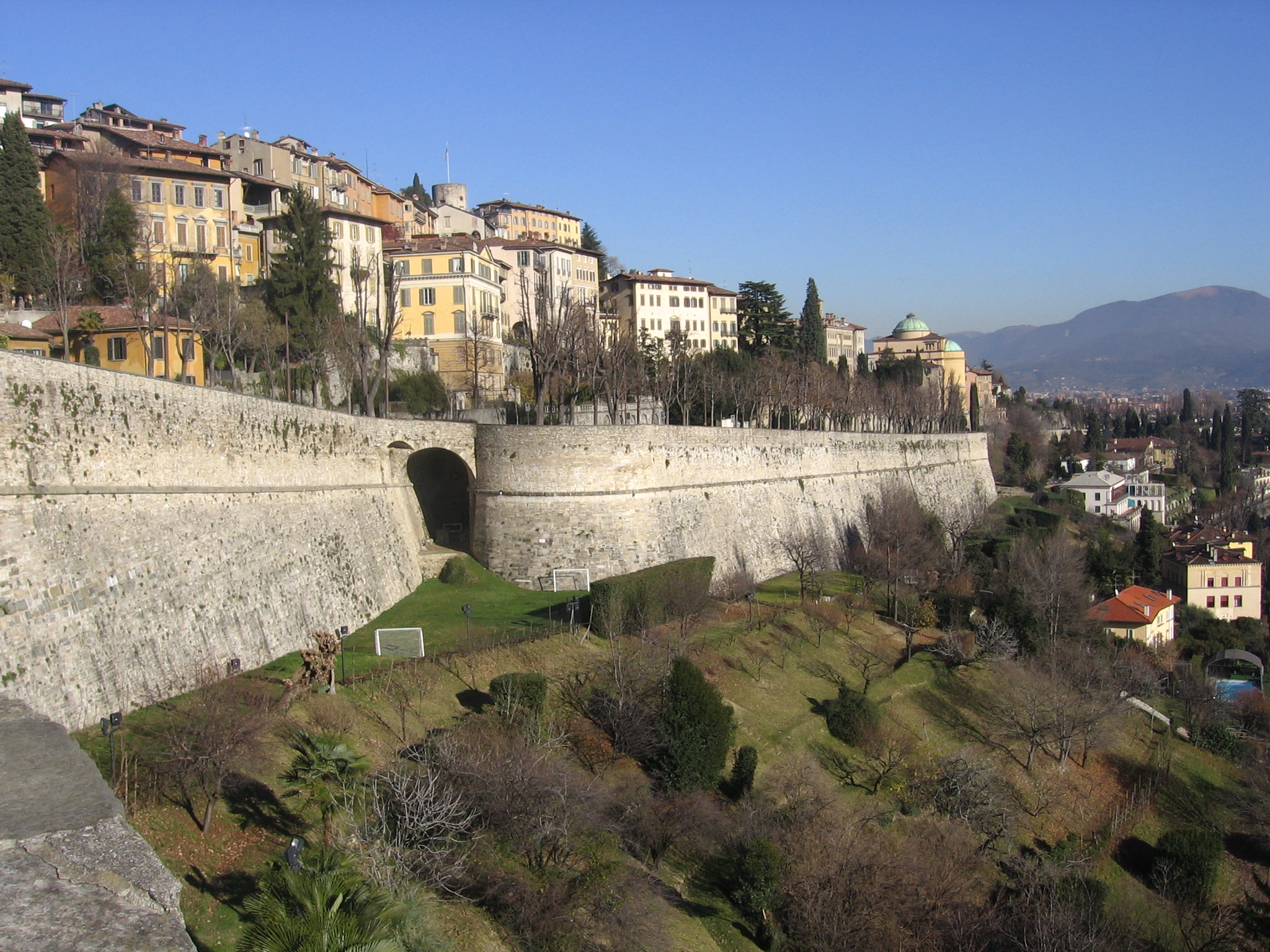
hradby Horního města
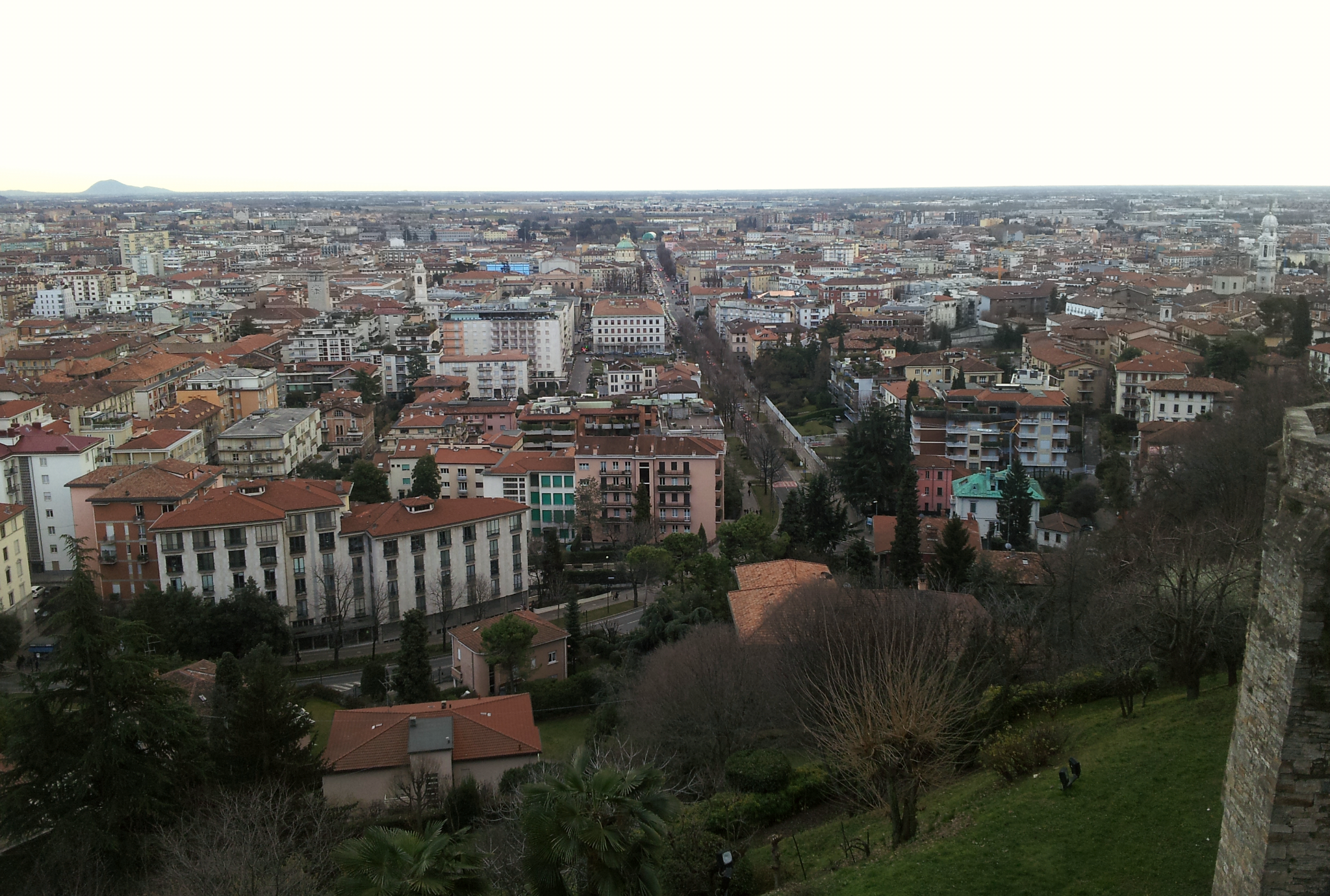
Dolní město
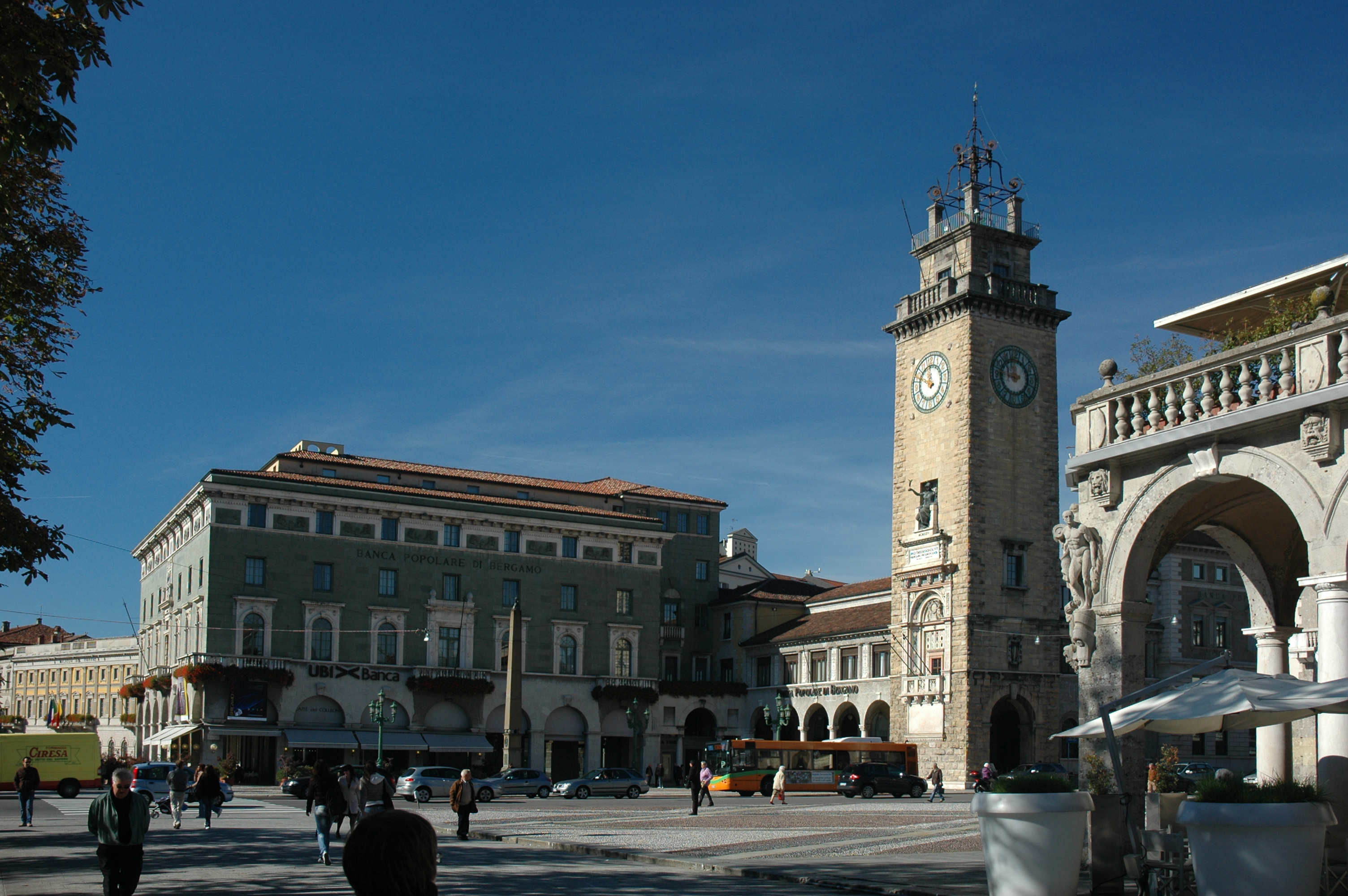
Piazza Matteotti

## Zajímavosti
- Bergamská botanická zahrada Lorenzo Rota

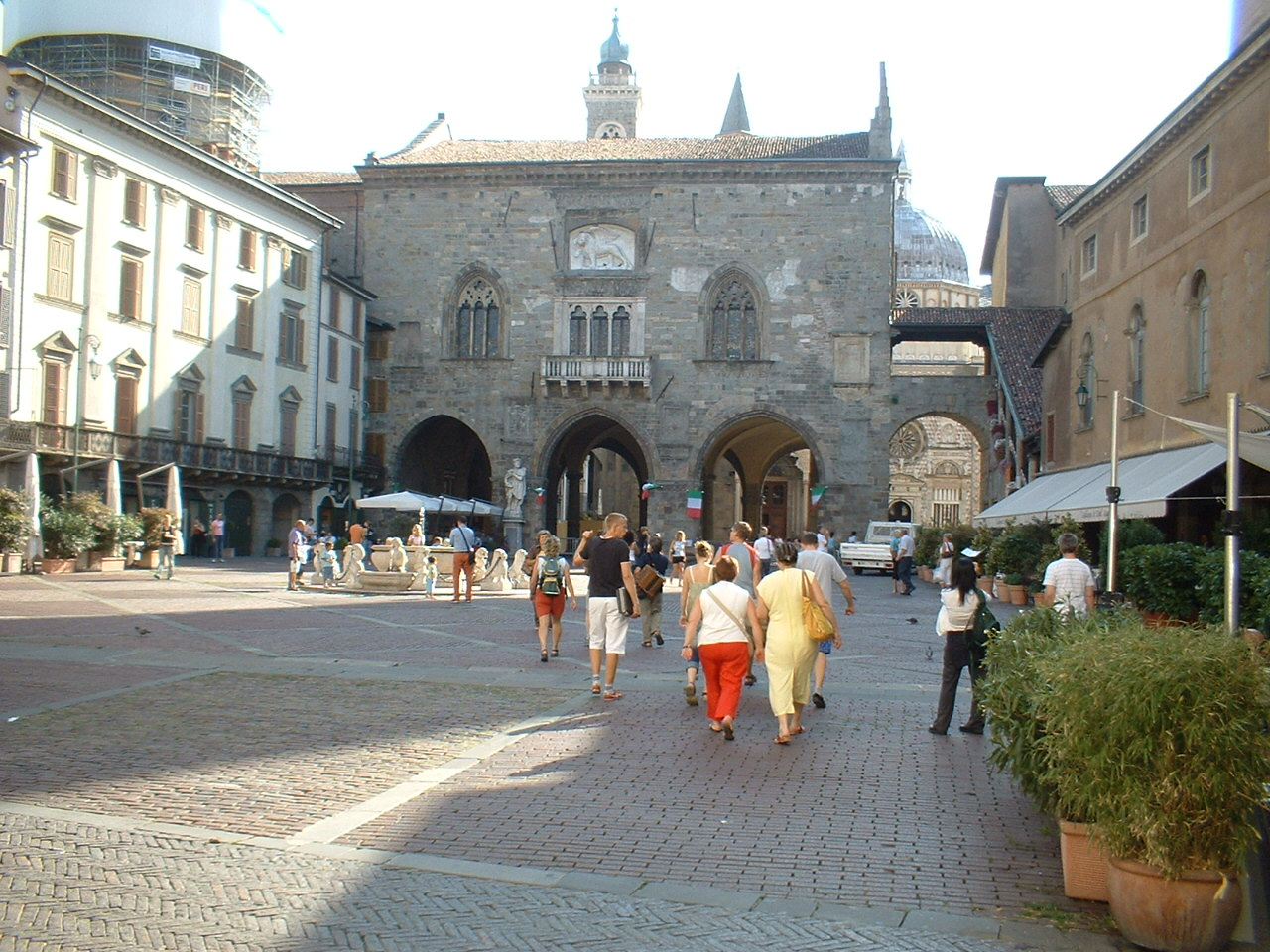
Radnice města Bergamo

## Vývoj počtu obyvatel
Počet obyvatel

## Osobnosti města
- Gaetano Donizetti (*1797 – †1848), italský operní skladatel
- Eddy Mazzoleni (*1973), italský cyklista
- Sofia Goggiová (*1992), italská lyžařka

## Sport
V Bergamu sídlí fotbalová Atalanta, ženský volejbalový klub Volley Bergamo či tým amerického fotbalu Bergamo Lions.

## Partnerská města
- Peng-pu, Čína
- Buenos Aires, Argentina
- Cochabamba, Bolívie
- Greenville, Spojené státy americké
- Kakanj, Bosna a Hercegovina
- Mylhúzy, Francie
- Pueblo, Spojené státy americké
- Tver, Rusko